# 童偉格
童偉格（1977年—），台灣小說家，出生於新北市萬里區。畢業於國立台灣大學外文系、國立台北藝術大學戲劇碩士。現任北藝大戲劇學院講師。字母會成員。

## 寫作理念及風格
童偉格的創作文類以小說為主，早期多以鄉土為舞台，以簡潔文字勾勒種種瑣碎事件，藉魔幻寫實手法穿插連結，小說情節往往跳脫線性敘述之外，於「去敘述」之中逼現出內在意義。其所關注的主題，常圍繞在現代文學的根本母題：死亡、記憶、時間和現代性幽靈。雖然與吳明益、甘耀明、王聰威、許榮哲、伊格言等作家常被論者歸類為「新鄉土文學」作家，但童偉格有意識的抵抗這樣的稱謂，試圖以「減法」的方式開拓被詮釋、定位的可能。雖然一路演練「減法」的寫作方向，但其喜愛的作家卻是以繁複見長的尤薩及杜斯妥也夫斯基。而其心中值得一再重讀的作品，則有拉伯雷《巨人傳》、塞萬提斯《唐吉訶德》、契訶夫《凡尼亞舅舅》及卡繆《瘟疫》等作。

## 著作

### 長篇小說
- 《無傷時代》（北縣：印刻，2005；[簡體版] 成都：四川人民出版社，2019）
- 《西北雨》（新北：印刻，2010；[簡體版] 成都：四川人民出版社，2019）

［捷克文譯本］Pavlína Krámská, Letní deště (Jablonné v Podještědí: Mi:lu Publishing, 2025)

### 短篇小說集
- 《王考》（北縣：印刻，2002；[簡體版] 成都：四川人民出版社，2019）

### 散文
- 《童話故事》（新北：印刻，2013）
- 《拉波德氏亂數》（新北：印刻，2024）

### 劇本
- 《萬物生長》（新北：印刻，2023）

### 主編
- 《九歌104年小說選》（台北：九歌，2016）

## 獲獎
- 〈我〉獲台北文學獎短篇小說評審獎（1999）
- 〈躲〉獲台灣省文學獎短篇小說優選（2000）
- 〈暗影〉獲全國大專學生文學獎短篇小說參獎（2000）
- 〈王考〉獲聯合報文學獎短篇小說大獎（2002）
- 《西北雨》獲台灣文學獎圖書類長篇小說金典獎（2010）
- 《西北雨》入選華文國際互聯平台「2001-2015臺灣長篇小說30部」（2016）
- 聯合報文學大獎（2024）

## 外部連結
- 臺北藝術大學戲劇學院 - 童偉格的個人資料 （页面存档备份，存于）
- 如何跟蹤童偉格（Facebook非官方粉絲頁）